# Doomriders
A Doomriders amerikai doom/sludge metal együttes, 2004-ben alakult Bostonban. Énekesük/gitárosuk, Nate Newton a Converge nevű punkegyüttes tagja is. A Doomriders lemezeit a Converge énekese, Kurt Ballou által alapított lemezkiadó cég, a Deathwish Inc. kiadó jelenteti meg. Első nagylemezüket 2005-ben adták ki.

## Tagok
- Nate Newton – gitár, ének
- Chris Pupecki – gitár
- Q – dob (2010-)[1]

## Korábbi tagok
- John-Robert Connors – dob
- Chris Bevilacqua – dob
- Jebb Riley – basszusgitár, ének
- Chris Johnson – basszusgitár[2]

## Diszkográfia
- Black Thunder (2005)
- Darkness Come Alive (2009)
- Grand Blood (2013)

## Egyéb kiadványok
EP-k, split lemezek
- Live at the Middle East (2005)
- Not of this World (split lemez a Coliseummal, 2005)
- Long Hair and Tights (split lemez a Borisszal, 2007)
- Doomriders / Disfear (2008)
- Are We Not Men? (split lemez a Sweet Cobrával, 2012)